# Turbinicarpus pseudomacrochele
Turbinicarpus  pseudomacrochele je vrsta kaktusa iz rodu Turbinicarpus. Raste v Mehiki v državah Querétaro, San Luis Potosi in Hidalgo. Rastline se nahajajo na različnih nadmorskih višinah v različnih, pretežno apnenčastih tleh. Rastejo posamično, zelo redko so v skupinah.
Prvi opis rastline je naredil leta 1935 Curt Backeberg, kot Strombocactus pseudomacrohele. Vrstno ime je bilo sprva pseudomacrohele, leto kasneje sta ga C. Backeberg in Franz Buxbaum preimenovala v Turbinicarpus pseudomacrochele.

## Izvor imena
Ime rodu Turbinicarpus izhaja iz latinske besede turbo-vrtinčiti in grške besede „καρπός“ (karpos) - plod; vrstno ime pseudomacrochele pa iz pseudo - feudés-nepravi, macro – velik, chele - klešče.

## Opis rastline
Kot večina rastlin iz rodu Turbinicarpus ima tudi Turbinicarpus  pseudomacrochele' debel dolg glavni koren z nekaj stranskimi koreninami, katere so porasle s tankimi koreninskimi laski za vsrkavanje vlage.
Steblo je okroglo, ovalne oblike, meri pa 3-3,5 cm v premeru in od 5 do 8 cm v višino. Povrhnjica je temno zelene barve in zelo debela, kar preprečuje izgubo vode. Bradavice so lepo vidne, spiralno razporejene, nekoliko stožčaste oblike. Na vrhovih bradavic so areole, ki so  porasle z belimi vlakni - trihomi. Pri starejših kaktusih so stare areole lahko tudi brez vlaken.
Bodic je 6 do 8 na areolo,  rastejo iz sredine areol. so nesimetrično razporejene, zakrivljene, vendar ne zelo ostre in trde. Dolge so od 1,5 – 3 cm, belo rumene barve, na koncih pa temno rjave.
Cvetovi se pojavljajo tik pod vrhom bradavic. So zvončaste odprte oblike, so 3-4 cm visoki in do 5 cm v premeru. Popolnoma se odprejo pri zadostni količini svetlobe. Venčni listi so svetlo rožnate barve, suličaste oblike,  prepoznavni so po sredinski vijoličasti vzdolžni progi.  Zunanji venčni listi so nekoliko temnejši in daljši, notranji listi pa so v povprečju krajši za 1 – 3 mm, sredinska vijoličasta črta pa je nekoliko širša. Cvet ima 15 – 20 cvetnih listov. Plodnica je čašaste oblike.
Prašične niti so bele, prašnice pa temno rumene barve. Cvet ima 70 – 110 prašnikov. Zgornji del pestiča je prepoznavne bele barve in je sestavljen iz 4 -5 segmentov, ki so 0,6 – 0,7 mm široki in 1,2 – 1,4 mm dolgi. Ko se cvet popolnoma odpre, se lahko povesijo.
Plod je ovalno okrogle oblike, olivno zelene barve. Vsebuje 30–40 semen, ki so hruškaste oblike, 1,2 – 1,5 mm dolgi in 0,8 mm široki. So črno rjavkaste barve z jasno štrlečimi izrastki na območju hiluma.

## Gojenje
Razmnožujemo jih s semeni. Sejemo spomladi v rastlinjakih v pokritih posodah pri temperaturi do 30ºC. Substrat mora biti dobro prepusten, nevtralen do rahlo alkalen. Do kaljenja semena mora biti substrat neprestano vlažen. Prija jim dnevno-nočno nihanje temperature. Semena vzkalijo približno v treh tednih.
Pri gojenju večjih rastlin je potrebno paziti, da ni preveč vlage, sicer se pojavi gniloba korenin.

## Škodljivci in bolezni
Najpogostejši škodljivci pri gojenju so volnata uš in rdeči pajek. Od bolezni je najbolj pogosta koreninska gniloba, ki se običajno pojavi zaradi nepravilne sestave substrata ali prepogostega zalivanja rastlin.

## Ogroženost
Turbinicarpus   pseudomacrochele  spada med skrajno ogrožene rastline. Je strogo zaščitena vrsta in je seznamu ogroženih rastlin CITES APP I.